# Daniel Bell (Musiker)
Daniel Bell (* 1967 in Sacramento, Kalifornien) ist ein US-amerikanischer Techno-Musiker und DJ.

## Leben
Daniel Bell wurde in Sacramento geboren, wuchs aber in der Nähe von Toronto (Kanada) auf. Durch Detroiter Radiostationen entdeckte er in den 1980er Jahren die neue Detroit-Techno-Musik für sich. Er begann sich immer mehr für Musik zu interessieren und bekam einen Job in einem Tonstudio. Hier begann er auch eigene Tracks zu produzieren. Ende der 1980er Jahre zog er schließlich nach Detroit. Dort wurde er von Richie Hawtins Label Plus 8 Records unter Vertrag genommen. Für Plus 8 produzierte er einige Singles. Unter dem Pseudonym Cybersonik veröffentlichte er zusammen mit Richie Hawtin und John Acquaviva, auf Hawtins Label Probe gemeinsam mit diesem und Fred Giannelli als Spawn. 1992 gründete Bell sein eigenes Label: Accelerate, auf dem er unter dem Pseudonym DBX veröffentlichte. Seit seinen frühen Werken gilt Bell als Meister reduzierter Techno- und House-Musik. Er ist einer der Wegbereiter minimalistischer House-Musik, oft auch nur als Minimal bezeichnet. Seine Tracks inspirierten vor allem deutsche Minimal House-Produzenten.
1994 erschien die Single Losing Control (ebenfalls unter dem Pseudonym DBX) auf Accelerate und dem englischen Peacefrog-Label. Sie wurde zum Überraschungserfolg und verhalf Bell zu weltweiter Bekanntheit innerhalb der Techno- und House-Szene.
Er gründete drei weitere Plattenlabels: 7th City, Elevate und Harmonie Park. Aus 7th City entwickelte sich bald ein weltweiter Vertrieb für Detroit Techno. Das Unternehmen ließ Bell nur wenig Zeit für seine Produzentenkarriere. Erst 1996 erschienen weitere Tracks auf DS, Klang Elektronik und Accelerate. Wenig später wurde 7th City aufgelöst und Daniel Bell konzentrierte sich seitdem wieder mehr auf das Produzieren von Techno- und House-Musik.
Nach einigen für das Berliner Tresor-Label produzierten Tracks zog Bell 2000 in die deutsche Hauptstadt und gab kurz darauf seine erste Mix-CD in der Globus-Reihe auf Tresor heraus: The Button-Down Mind of Daniel Bell.
In den letzten Jahren war er vor allem als Remixer tätig. Einige Remixe erschienen auf deutschen House-Labels wie Ladomat 2000, Poker Flat Recordings und Force Inc. Music Works. In letzter Zeit legt er unter dem Pseudonym Dan Bell auf. Musikalisch bewegte sich Bell von härteren, repetitiven Technostrukturen während seiner Zeit in Detroit immer mehr in Richtung Tech House und Minimal House. Eine Entwicklung, die sich mit seinem Berlin-Aufenthalt noch nachhaltig verstärkte.

## Diskografie

### Alben
- 2000 DBX – Rare And Unreleased (Accelerate / ACCLTDX999)
- 2003 Daniel Bell – Blip, Blurp, Bleep: The Music of Daniel Bell (Logistic / LOG033CD)

### Mix-CDs
- 2000 Daniel Bell – Globus Mix Vol. 4: The Button Down Mind Of Daniel Bell (Tresor / Tresor 142 CD)
- 2003 Daniel Bell – The Button-Down Mind Strikes Back! (Logistic / LOG028CD)

### Singles
- 1992 DBX – Neurotika (Probe)
- 1992 DBX – Annexia (Probe / PRO 07)
- 1993 DBX – Alien (Peacefrog / PF015)
- 1993 DBX – Ghetto Trax (Accelarate / ACC100)
- 1993 DBX – Bleep (Accelerate / ACC101)
- 1994 DBX – Losing Control (Accelerate / ACC102 & Peacefrog / PF 022)
- 1994 DBX – High Voltage (Accelerate / ACC102-X)
- 1997 Daniel Bell – Warped (Elevate)
- 1997 Daniel Bell – Lost Tracks (Klang Elektronik / KLANG 15)
- 1998 Daniel Bell – Subterranean (Elevate / ELVSP2)
- 2003 Daniel Bell – Squirrel Bait (Logistic / LOG034)

### Kollaborationen
- 1990 Cybersonik – Technarchy (Plus 8 / PLUS8003) (mit Richie Hawtin und John Acquaviva)
- 1991 Cybersonik – Backlash (Plus 8 / PLUS8007)
- 1992 Cybersonik – Trash (Plus 8 / PLUS8016)
- 1993 City Of the Edge Forever, mit "Maurizio" (Peacefrog)
- 1995 Multiplexor, mit Todd Sines (7th City)